# Glasgow (Montana)
Glasgow ist eine Kleinstadt am Milk River im Valley County im US-Bundesstaat Montana. Sie ist County Seat.

## Demografie und Fakten
Die Stadt, die sich auf eine Fläche 3,7 km² erstreckt, hat nach dem Zensus des Jahres 2000 eine Bevölkerungsanzahl von 3253 Personen.
93,9 % der Einwohner haben weiße Hautfarbe, an zweiter Stelle kommen US-amerikanische Ureinwohner mit 3,5 %. An dritter Stelle kommen Asiaten mit 0,4 %. Der Altersdurchschnitt beträgt 42 Jahre. 30,1 % der Einwohner sind jünger als 24 Jahre, allerdings sind 21,7 % älter als 65 Jahre.
Das Jahresdurchschnittseinkommen beträgt 30.491 US-Dollar; 9 % der Einwohner von Glasgow leben unter der Armutsgrenze.

## Söhne und Töchter
- Uan Rasey (1921–2011), Jazz-Trompeter
- Steve Reeves (1926–2000), Bodybuilder und Schauspieler
- George White (1936–1996), American-Football-Trainer
- Michael McFaul (* 1963), Diplomat
- Stacy Edwards (* 1965), Schauspielerin
- Anthony Washington (* 1966), Diskuswerfer